# 今を抱きしめて
「今を抱きしめて」（いまをだきしめて）は、仙道敦子と吉田栄作によるデュオ「NOA」のシングル。第36回日本レコード大賞で優秀賞を受賞している。
作曲のYOSHIKIの1993年シングル「Amethyst」と、2005年のアルバム『ETERNAL MELODY II』に、ディック・マークスによるクラシック・アレンジバージョンが収録されている。
1995年にてリリースした海外アルバム『A SAKU YOSHIDA』に、香港の女性の歌手周慧敏とのデュエットが収録されている。
jyA-Meが2013年にリリースしたデュエット・ソング限定のカバー・アルバム『With. Me -Duet Cover-』に、吉田栄作とのデュエットが収録されている。

## 制作
TBS系ドラマ『徹底的に愛は…』の主題歌として制作・提供された。ドラマの台本では当初日本でストーリーが始まる設定であったが、日本に帰る時間が取れないYOSHIKIと、ドラマ撮影以外の時間が取れない吉田栄作ら出演者のスケジュールの制約から、YOSHIKIのスタジオがあるロサンゼルスでストーリーが始まる設定に台本が書き換えられた。
TBSのプロデューサー遠藤環の「若い人が歌える定番のデュエットソングを作りたい」という依頼を引き受ける形で実現した。YOSHIKIにとって初めての外部の特定のアーティストへの楽曲提供となった。
クレジットはされていないが、YOSHIKIは多忙だったため、人に指示するより自分で演奏した方が早いという理由でオーケストラとベースを除き、すべての楽器を演奏した。2011年1月24日と25日に行われたToshI Feat. YOSHIKIのディナー・ショーで、Toshlはこの曲の仮歌を歌ったと語っていた。

## 収録曲
| 全作詞: 白鳥瞳、全作曲・編曲: YOSHIKI。 |                                                   |              |            |      |
| #                                       | タイトル                                          | 作詞         | 作曲・編曲 | 時間 |
| 1.                                      | 「今を抱きしめて」                                | 白鳥瞳 [ 6 ] | YOSHIKI    | 4:16 |
| 2.                                      | 「今を抱きしめて (オリジナルカラオケ For men)」   | 白鳥瞳 [ 7 ] | YOSHIKI    | 4:16 |
| 3.                                      | 「今を抱きしめて (オリジナルカラオケ For women)」 | 白鳥瞳 [ 8 ] | YOSHIKI    | 4:16 |
| 4.                                      | 「今を抱きしめて (オリジナルカラオケ)」           | 白鳥瞳 [ 9 ] | YOSHIKI    | 4:16 |

## パーソネル
| - レコーディング&ミキシング・エンジニア： | スティーブ・チャーチヤード                                                            |
| - アシスタント・エンジニア：              | マイク・ストック、タール・ミラー、ポール・ヴェルトハイマー、 マイク・バウムガートナー |
| - ストリングス・アレンジ&指揮：           | ディック・マークス                                                                    |

## 収録作品
- Mr.マーフィーへの伝言 - 吉田栄作のアルバム
- A WHISPER - 吉田栄作のセレクションアルバム（1993年12月12日発売：FHCF-2141）
- Let's Get Out! 〜20th Anniversary Best〜 - 吉田栄作のベスト・アルバム（2009年8月5日発売：UPCH-20163）